# Ian Ziering
Ian Andrew Ziering (ur. 30 marca 1964 w Newark) – amerykański aktor, reżyser i producent telewizyjny i filmowy. Odtwórca roli Steve’a Sandersa z opery mydlanej dla młodzieży Beverly Hills 90210.

## Życiorys

### Wczesne lata
Urodził się w Newark w stanie New Jersey w rodzinie Żydów aszkenazyjskich jako syn Muriel „Mickie” i Paula M. Zieringa, edukatora i saksofonisty. Wychowywał się wraz ze starszymi braćmi – Jeffem i Barrym w West Orange, w stanie New Jersey. Kiedy miał dziewięć lat, zmarła jego matka, z którą był mocno związany. Uczęszczał do tej samej szkoły podstawowej co Scott Wolf. Naukę kontynuował w Mountain High School w Crestline w Kalifornii. W 1982 ukończył West Orange High School w West Orange w New Jersey. W latach 1982–1986 naukę kontynuował w William Paterson College.

### Kariera
W wieku 12 lat pojawił się w reklamie. Został dostrzeżony w sklepie spożywczym przez łowcę talentów, po czym w 1981 występował na scenie Broadwayu jako Nils w musicalu Pamiętam mama (I Remember Mama) oraz w roli Johna w przedstawieniu Jamesa Matthew Barriego Piotruś Pan (Peter Pan). Mając siedemnaście lat zadebiutował w kinowym melodramacie Franco Zeffirellego Niekończąca się miłość (Endless Love, 1981) z Brooke Shields i Jamesem Spaderem. Wystąpił w operach mydlanych – NBC The Doctors (Doktorzy, 1981–82) jako Erich Aldrich oraz CBS Guiding Light (1986–88) w roli Camerona Stewarta.
Sławę zawdzięcza kreacji Steve’a Sandersa w operze mydlanej dla młodzieży Beverly Hills, 90210 (1990–2000), gdzie napisał także scenariusz do jednego z odcinków – „Skazany na życie” („Sentenced to Life”, 1995). Pojawił się gościnnie w jednym z odcinków sitcomu FOX Świat według Bundych (Married with Children, 1990), operze mydlanej FOX Melrose Place (1992). W filmie sensacyjnym Bez odwrotu (No Way Back, 1995) z Russellem Crowe wystąpił w roli Victora Serlano. Wziął też udział w serialu NBC JAG – Wojskowe Biuro Śledcze (JAG, 2001), sitcomie Warner Bros. Siostrzyczki (What I Like About You, 2002), dreszczowcu Tony’ego Scotta Domino (2005) i komedii Spadaj, tato (That’s My Boy, 2012) jako TV Donny Berger.
W 2013 przez cztery tygodnie w Rio All Suite Hotel and Casino w Las Vegas występował gościnnie w rewii striptizerów Chippendales.

## Życie prywatne
4 lipca 1997 zawarł związek małżeński z Nikki Ziering, fotomodelką „Playboya”. 28 listopada 2002 rozwiedli się, powołując się na różnice nie do pogodzenia.
3 lutego 2010 związał się z Erin Kristine Ludwig. Pobrali się 28 maja 2010 w Newport Beach. Mają dwie córki: Mię Loren (ur. 25 kwietnia 2011) i Pennę Mae (ur. 25 kwietnia 2013). 31 października 2019 Ziering ogłosił, że para się rozstała. 3 października 2022 doszło do rozwodu.

## Filmografia

### Filmy
- 1981: Niekończąca się miłość (Endless Love) jako Sammy Butterfield
- 1995: Na śmierć i życie (Savate) jako Cain Parker
- 1995: Bez odwrotu (No Way Back) jako Victor Serlano
- 2005: Domino w roli samego siebie
- 2009: Świąteczna nadzieja (The Christmas Hope, TV jako Nathan Andrews
- 2012: Spadaj, tato (That’s My Boy) jako TV Donny Berger
- 2013: Rekinado (Sharknado, TV) jako Finley "Fin" Shepard, ex-surfer
- 2014: Rekinado 2: Drugie ugryzienie (Sharknado 2: The Second One, TV) jako Finley "Fin" Shepard
- 2015: Rekinado 3 (Sharknado 3: Oh Hell No!, TV) jako Finley "Fin" Shepard
- 2016: Rekinado 4: Niech szczęki będą z tobą (TV) jako Fin Shepard

### Seriale TV
- 1981–82: The Doctors (Doktorzy) jako Erich Aldrich
- 1986–88: Guiding Light jako Cameron Stewart
- 1990:  Świat według Bundych (Married with Children) jako Dzieciak
- 1990–2000: Beverly Hills, 90210 jako Steve Sanders
- 1992: Melrose Place jako Steve Sanders
- 1993-96: Motomyszy z Marsa (Biker Mice from Mars) jako Vinnie (głos)
- 1994: Prawdziwe potwory (Aaahh!!! Real Monsters) jako Gludge (głos)
- 1996-97: Potężne Kaczory ( Mighty Ducks) jako Wildwing Flashblade (głos)
- 1998: V.I.P. jako Peter
- 1998–2000: Godzilla (Godzilla: The Series) jako dr Nick Tatopoulos (głos)
- 1999: Statek miłości (The Love Boat: The Next Wave) jako Joshua Krumb
- 1999: Batman przyszłości (Batman Of The Future) jako Mason Forrest (głos)
- 2000: Życie do poprawki (Twice in a Lifetime) jako dr Steven Weaver / Lance Kensington
- 2001: Schwartza pomysły na życie (Inside Schwartz) jako Parker
- 2001: JAG – Wojskowe Biuro Śledcze (JAG) jako kpt. William Shepard
- 2002: Nagi patrol (Son of the Beach) jako Harry Johnson
- 2002: Siostrzyczki (What I Like About You) jako Paul Cody
- 2007: Drawn Together jako Chase Huffington
- 2010: CSI: Kryminalne zagadki Nowego Jorku (CSI: NY) jako Thom Weir
- 2011: Szczęśliwi rozwodnicy (Happily Divorced) jako lider grupy
- 2013: Hell’s Kitchen (amerykański reality show)
- 2015: Defiance jako Conrad Von Bach

## Nagrody
| Rok  | Nagroda                                             | Kategoria                                            | Tytuł                 | Inni wykonawcy |
| ---- | --------------------------------------------------- | ---------------------------------------------------- | --------------------- | --- |
| 1992 | Young Artist Award                                  | Znakomita młoda obsada w serialu telewizyjnym        | Beverly Hills, 90210  | Jason Priestley, Luke Perry, Jennie Garth, Tori Spelling, Shannen Doherty, Brian Austin Green i Gabrielle Carteris |
| 1993 | Young Artist Award                                  | Znakomita młoda obsada w serialu telewizyjnym        | Beverly Hills, 90210  | Jason Priestley, Luke Perry, Jennie Garth, Tori Spelling, Shannen Doherty, Brian Austin Green i Gabrielle Carteris |
| 2006 | Fort Lauderdale International Film Festival (FLIFF) | Nagroda publiczności: Najlepszy film krótkometrażowy | Man vs. Monday (2006) | – |